# سلمک (موسیقی‌دان)
سَلمَک موسیقی‌دان نامدار دوران هارون‌الرشید خلیفه عباسی بود.

## شهرت
اجرای وزن رمل (از اوزان عروضی) در موسیقی ایرانی به او نسبت داده می‌شود.
همچنین برگردان آهنگ‌های ابن محرز به فارسی و اجرای آن‌ها برای هارون الرشید نیز به وی نسبت داده شده‌است.

## میراث
نام گوشهٔ سلمک در دستگاه شور اشاره به همین شخص دارد. پیش از تدوین ردیف موسیقی ایرانی نیز از نغمهٔ سلمکی یا آواز سلمکی یاد شده‌است، از جمله در کتاب شفا از ابن سینا و رسالهٔ الأدوار از صفی‌الدین ارموی. همچنین در موسیقی مقامی قدیم، سلمک نام یکی از آوازهای شش‌گانه بوده‌است.

## مطالعه بیشتر
- ستایشگر، مهدی (۱۳۷۶)، نام نامهٔ موسیقی ایران زمین جلد سوّم، تهران: اطلاعات، شابک ۹۶۴-۴۲۳-۳۷۷-۸